# Велик коронен подковчежник (Жечпосполита)
Великият коронен подковчежник или Велик подковчежник на Короната (на латински: supremus thesaurarius, supremus rei monetariae magister) е била държавна длъжност на централната администрация в Полско-литовската държава, отговорна за хазната и държавния монетен двор. Правомощията, свързани с тази длъжност, са били подобни на тези на днешния министър на финансите и ръководител на централната банка.
Подковчежник не означава „вице-ковчежник“ или „заместник-ковчежник“, ами че е подчинен пряко на краля (Короната) – т.е. длъжност на национално равнище, а не в местната или областна администрация.

## История на длъжността
Длъжността произлиза от тази на ковчежника (на латински: thesaurarius), която съществува от XIII век. По това време се появява и подковчежникът (на латински: subthesaurarius) и придворния ковчежник (на латински: thesaurarius curiae). Крал Кажимеж III Велики учредява длъжността велик подковчежник, издигайки ковчежника на Краков в тази позиция. 
От 1504 г. ковчежникът е член на Сената в качеството си на министър. Крал Зигмунт II Август назначава и по един Велик литовски подковчежник.

## Назначаване и отговорност
Коронният подковчежник се назначавал от краля, но се отчитал пред Сейма (парламента), представяйки годишни отчети, които трябвало да бъдат одобрени от парламента.

## Компетенции
Той ръководел хазната на армията, намираща се в Рава, и държавната хазна. Неговите правомощия и задължения били установени в последователни конституции, предшестващи управлението на Зигмунт III Ваза. Подковчежникът имал върховна власт над кралското имущество (въпреки, че съществувала длъжност на придворен подковчежник). В рамките на правомощията, предоставени от парламента, той можел да натрупва дългове, да емитира облигации или да залага коронните скъпоценности. Той също така контролирал емитирането на монети.

## Обхват на дейност
Статутът на Александер Ягелончик от 1504 г. определя служебните задължения на подковчежника.
- Подковчежникът бил пазител на кралските скъпоценности, включително и на кралската корона (през XVII в. тези задължения преминали към кралския куратор – пол. kustosz koronny). Той управлявал държавната хазна, нейните приходи и разходи. През 1590 г. Сеймът разделя общата хазна на кралска хазна (предадена под управлението на дворцовия коронен подковчежник) и държавна хазна, намираща се под контрола на великия подковчежник.
- Подковчежникът контролирал държавните финанси и ръководел пускането в обръщение на монети като управител на държавния монетен двор. До 1717 г. той изплащал възнаграждения на наемната войска, а след това следял за събирането на данъците, предназначени за армейските заплати. От 1578 г. сеймовете избирали делегати, които заедно с подковчежника решавали въпросите за използването на държавните скъпоценности и приходи. От 1613 г. за контрол над подковчежниците бил създаден Радомският трибунал на Хазната (пол. Trybunał Skarbowy Radomski).
- Подковчежникът управлявал свободните коронни земи, събирайки доходите от тях в централната хазна. По време на междуцарствие той разполагал с приходите, предназначени за издръжката на краля и двора.
- В дейността си подковчежникът бил подотчетен на Сейма и по правило можел да действа само в рамките на парламентарните резолюции. В друг случай се изисквало изричното съгласието на краля или съвместно на краля и сената.[3]

## Злоупотреба
Като длъжностно лице Великият подковчежник бил практически ненаказуем. В службата му често възниквали възможности за измами и подправяне на документи. Счетоводството и контролът не били силна страна на благородничеството в Полско-литовската държава. Затова често се случвало подковчежниците да представят неверни данни, за да прикрият факти на злоупотреби и корупция. Формално подковчежникът не получавал възнаграждение от държавата и трябвало да плаща на писарите на хазната от собствения си джоб. По-късно обаче той започнал да изисква компенсации за направените разходи – и именно тук започнали злоупотребите с държавни средства. Широко разпространена практика станало изготвянето на фалшиви квитанции.
Известен е анекдот с Богуслав Лещински – велик коронен подковчежни (дядо на крал Станислав Лешчински), който, за да получи одобрението на Сейма за изплащане на една сметка, подкупил всички депутати в парламента и, като видял един глас „против“, попитал: „А този там чий син е, на когото не съм дал?“
По-късно били предприети опити да се прекратят корупционните практики, като на подковчежниците се предоставяли доходоносни поземлени владения под аренда като форма на възнаграждение. Това обаче само отворило пред тях още една възможност да извличат незаконни приходи от службата си.

## Списък на великите подковчежници на Короната
- Арнолд (1331–1355 г.)
- Светослав (1355–1357 г.)
- Петър (1357 г.)
- Войслав (1357–1362 г.)
- Светослав (1362–1365 г.)
- Димитър от Горай (1365–1370 г., 1374–1391 г.)
- Джежек Лопачински (1392–1393 г.)
- Хинчка от Рогов (1393–1400 г.)
- Ян де Козков (1406–1407 г.)
- Томас Новек (1407–1411 г.)
- Петър Медиолан (1412–1420 г.)
- Хенри от Рогов (1421–1425 г.)
- Миколай Хинчович от Казимеж (1429–1430 г.)
- Андрей от Любин (1431–1444 г.)
- Ян Хинча от Рогов (1447–1460 г.)
- Якуб Дембински (1460–1468 г.)
- Ян Жешовски (1469–1471 г.)
- Павел Ясенски (1471–1479 г.)
- Пьотр Курозвенцки (1479–1501 г.)
- Якуб Шидловецки (1501–1506 г.)
- Анджей Кошчелецки (1509–1515 г.)
- Миколай Шидловецки (1515–1532 г.)
- Ян Спитек Тарновски (1532–1550 г.)
- Spytek Wawrzyniec Йордан (1550–1555 г.)
- Станислав Спитек Тарновски (1555–1561 г.)
- Валенти Дембински (1561–1564 г.)
- Станислав Собек (1564–1569 г.)
- Йероним Буженски (1569–1578 г.)
- Якуб Рокосовски (1578–1580 г.)
- Ян Дулски (1581–1590 г.)
- Ян Фирлей (1590–1609 г.)
- Балтазар Станиславски (1609–1610 г.)
- Станислав Варшицки (1610–1616 г.)
- Николай Данилович (1617–1624 г.)
- Хермолай Лигеза (1625–1632 г.)
- Ян Миколай Данилович (1632–1650 г.)
- Богуслав Лешчински (1650–1658 г.)
- Ян Казимеж Красински (1658–1668 г.)
- Ян Анджей Морщин (1668–1685 г.)
- Марчин Замойски (1685–1689 г.)
- Марек Матчински (1689–1692 г.)
- Йероним Августин Любомирски (1692–1702 г.)
- Рафал Лешчински (1702–1703 г.)
- Ян Йежи Пшебендовски (1703–1729 г.)
- Францишек Максимилиан Осолински (1729–1736 г.)
- Ян Канти Мошински (1736–1737 г.)
- Ян Ангари Чапски (1738–1742 г.)
- Мачей Грабовски (1742–1745 г.)
- Карол Юзеф Седницки (1745–1761 г.)
- Теодор Весел (1761–1775 г.)
- Адам Понински (1775–1791 г.)
- Рох Косовски (1791–1795 г.)